# Řád římského orla
Řád římského orla (italsky: Ordine dell'Aquila romana) bylo vyznamenání a řád fašistické Itálie, založené roku 1942 jako vyznamenání Italského království a následně od roku 1944 do roku 1945 vyznamenání Italské sociální republiky.
Řád založil italský král Viktor Emanuel III. na návrh ministerského předsedy a diktátora Benita Mussoliniho 14. března 1942, jako záslužný řád pro cizince – vojáky i civilisty. Řád měl dvě třídy – vojenskou a civilní a několik stupňů:
- Rytíř velkokříž ve zlatě (Cavaliere di Gran Croce d'oro)
- Rytíř velkokříž ve stříbře (Cavaliere di Gran Croce d'argento)
- Komandér (Commendatore)
- Důstojník (Ufficiale)
- Rytíř (Cavaliere)

Původní rytíř – velkokříž byl rozdělen na dva stupně "ve zlatě" a "ve stříbře" dne 24. srpna 1942, kdy byly k řádu připojeny i stříbrná a bronzová medaile.
Dne 5. října 1944 byl tento řád Italským královstvím zrušen.
Nicméně, již 2. března 1944 Benito Mussolini jako Vůdce Italské sociální republiky tento řád přijal za vlastní, s tím, že bylo možno jej udělit Italům a z aversu odebral korunku orla a znak savojské dynastie. Řád skončil s osvobozením Itálie dne 25. dubna 1945.
Roku 1997 Mussoliniho nejmladší syn Romano Mussolini počal udělovat tento řád s tvrzením, že se jedná o rodinný řád Mussoliniů. Jde ovšem o samozvaný rytířský řád, protože Benito Mussolini byl hlavou republiky a nikoliv dědičným monarchou.